# Port Byron (Illinois)
Pour les articles homonymes, voir Port Byron.
Port Byron est un village situé au nord du comté de Rock Island dans l'Illinois, aux États-Unis. Le village est incorporé le 20 janvier 1877.

## Démographie
Lors du recensement de 2010, le village comptait une population de 1 676 habitants. Elle est estimée, en 2016, à 1 637 habitants.

### Source de la traduction
- (en) Cet article est partiellement ou en totalité issu de l’article de Wikipédia en anglais intitulé « Port Byron, Illinois » (voir la liste des auteurs).